# Рангоут

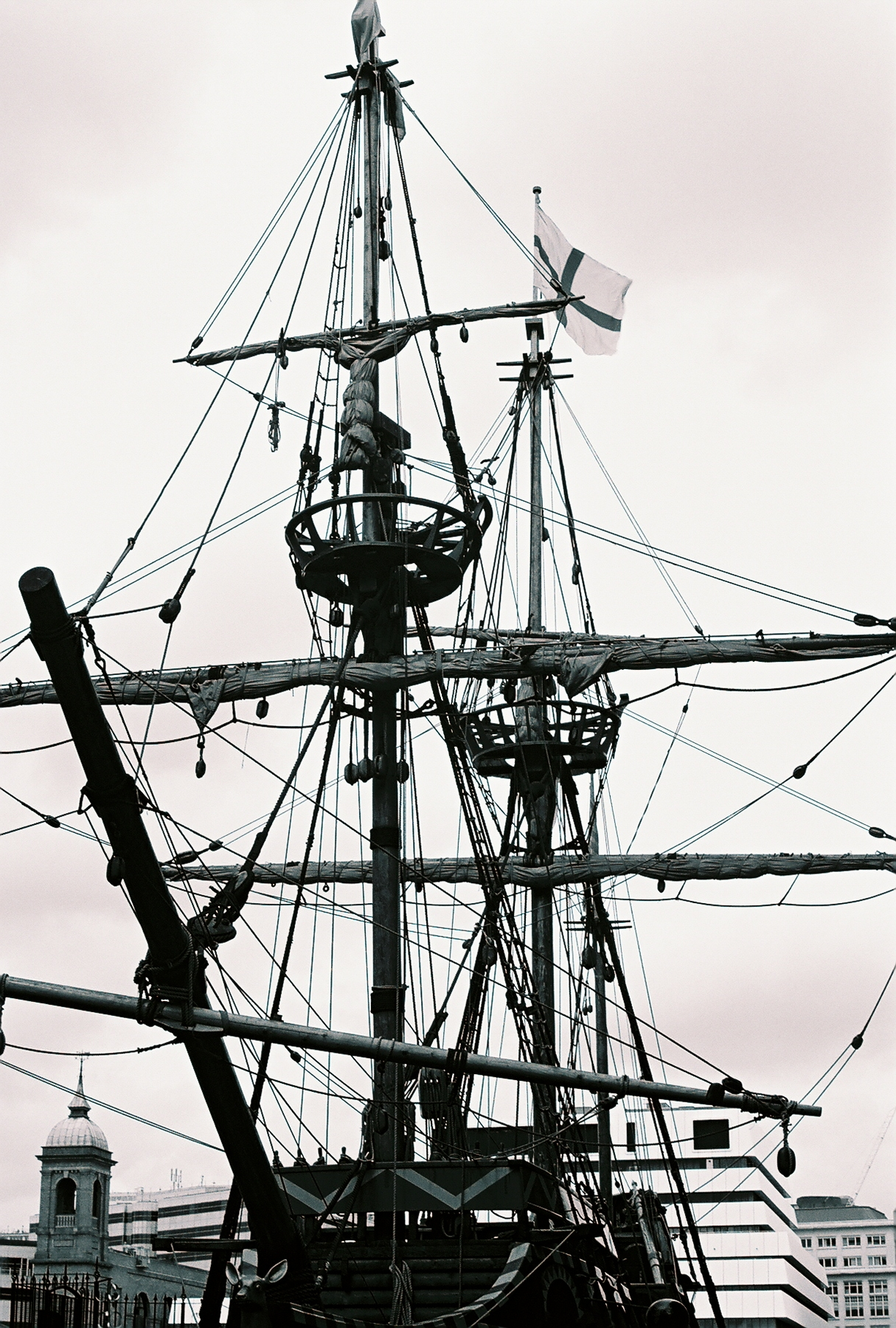
Пряме вітрильне озброення, Лондон

Ранго́ут (від нід. rondhout, досл. «кругле дерево») — загальна назва надпалубних дерев'яних і металевих частин спорядження судна, які служать для піднімання і напинання вітрил, що забезпечує їх встановлення й утримання у робочому положенні. На більшості сучасних суден і кораблів, які споряджені машинним рушієм, рангоут використовується виключно для цілей зв'язку. Окремі елементи рангоуту називають «рангоутними деревами». У давнину рангоут виготовляли з дерева, тепер поряд з деревиною використовують також інші матеріали.

## Історія
Тривалий час рангоут виготовляли виключно з деревини, внаслідок чого під ним розуміли всі дерев'яні частини вітрильного озброєння судна. На виготовлення частин рангоуту йшов так званий щогловий ліс, від якого було потрібно, крім міцності (що вимагається взагалі від всякого будівельного лісу), ще легкість, гнучкість і пружність. Найбільш придатними породами лісу для рангоуту є сосна, ялиця і ялина.
Для військових кораблів в 1860-х роках англійський капітан К. Ф. Кольз запропонував залізний рангоут. За цим проєктом замість вант у щогл передбачалися залізні бічні упори, які утворювали триніжок; для його більшого зміцнення робилися поперечки, на яких влаштовували місця для розміщення стрільців під час бою. Після загибелі фрегата «Captain» в 1870 р., такий рангоут більше не застосовувався внаслідок своєї надмірної важкості.
У міру розвитку бойових кораблів потреба в вітрильному рангоуті стала зменшуватися, оскільки на суднах з двома і більше двигунами ймовірність зупинки через несправність машини зменшилася. Крім того, осколки великого рангоуту по руйнуванні його пострілами в бою можуть перебити команду, а його такелаж, потрапивши за борт, може заплутатися біля стерна і гвинта. Тому наприкінці XIX століття остаточно відмовилися від вживання рангоуту для вітрил на нових бойових кораблях, залишивши його для таких цілей:
- підйому сигналів
- розміщення скорострільної артилерії на певній висоті (на бойових марсах)
- розміщення електричного прожектора[1].

## Загальна характеристика
Рангоутні дерева можуть бути вертикальними (щогли, стеньги з продовженнями, флагштоки), горизонтальними (реї, гіки, вистріли, лісель-спірти), похилими (бушприт, утлегар, бом-утлегар, гафелі, рейки, рю). Нижній кінець вертикального рангоутного дерева (а також бушприта, утлегаря, вистрілів і лісель-спіртів) називається шпором, верхній кінець вертикального дерева — топом. Кінці горизонтальних рангоутних дерев і верхні кінці похилих називають ноками, кінці гіків і гафелів біля щогли — п'ятками (п'ятами).
Розрізняють рангоут нерухомий і рухомий. Нерухомий рангоут жорстко з'єднаний з корпусом судна, палубами й надбудовами. Рухомий рангоут кріпиться так, що його можна встановлювати у потрібне робоче положення. Головний нерухомий рангоут парусного судна (вітрильника) — це щогли зі стеньгами і бушприт, рухомий — реї, гафелі і гіки.
Запасні рангоутні дерева традиційно зберігали на шкафуті, укладаючи їх на стійках у вигляді помосту і покриваючи матами; ця конструкція називалася рострами (зараз так називають поміст у середній частині палуби, призначений для розміщення шлюпок). Бітенги, на які колись укладали запасний рангоут, називалися галанс-бітенгами.
На шлюпках сполучення «ставити рангоут» означає встановлення щогл і бушприта, «рубати рангоут» — прибирання щогл і бушприта. Щодо встановлення стеньг і бушприта вживається термін «вистрілювати»: рангоутне дерево висувається угору (бушприт угору й уперед) і закріпляється. Вираз облегшити рангоут означає зняття з рангоуту частини такелажу.

## Складові
До рангоуту відносяться:
- Щогли — вертикальні дерева для кріплення рей і такелажу.
- Стеньги — вертикальні дерева для продовження щогл.
- Брам-стеньги — вертикальні дерева для продовження стеньг.
- У місцях з'єднання щогл і стеньг встановлюються марси, у місцях з'єднання стеньг і брам-стеньг — салінги.
- Реї — горизонтальні дерева для несення прямих вітрил, які кріпляться до рей верхньою шкаториною (верхній край, підсилений ліктросом).
- Рю (латинські реї) — дерева для несення латинського вітрила.
- Гафель — дерево для несення косих вітрил. Особливістю гафеля  є можливість вільно рухатися від одного борту до протилежного.
- Гіки — дерево для напинання нижньої шкаторини (нижній пруг, підсилений ліктросом) косих вітрил. Гік може бути закріпленим або рухомим.
- Бушприт — похила щогла, що встановлюється на носі судна. Служить для підіймання і кріплення клівера, а також рознесення нерухомого такелажу. Продовженням бушприта може бути утлегар і бом-утлегар.
- Вистріл — коротке горизонтальне рангоутне дерево, укріплене ззовні корабля та нахилене догори та допереду.